# Francisco Coloma Gallegos
Francisco de Paula Coloma Gallegos y Pérez (San Esteban de Pravia, Asturies, 26 avril 1912 - Séville, 28 septembre 1993) est un officier militaire espagnol qui a occupé des postes importants pendant la dictature de Franco.

## Biographie

### Carrière militaire
En 1930, il entre à l'Académie générale Militaire de Saragosse, puis passe par l'Académie d'infanterie de Tolède (es), où il est promu lieutenant en 1934 et affecté à Jaca. Il rejoint le premier tiers de la Légion espagnole en garnison à Melilla. Au début de la guerre civile espagnole, il est passé sur la péninsule avec son drapeau, combattant sur le front de Tolède. Blessé à quatre reprises, il a reçu la médaille militaire individuelle sur le front des Asturies. Il participe activement aux réunions avec le parti nationaliste basque afin que ce dernier cède les dernières positions nationalistes aux troupes nationalistes du Front basque.

### Franquisme
À la fin de la guerre, il retourne au Maroc espagnol et, avec le grade de major, entre comme étudiant à l'École d'état-major, étant affecté, à la fin de ses études, au quartier général de la 101e division à Melilla. D'août 1959 à janvier 1961, il est colonel et à la tête du Tercio Don Juan de Austria de la Légion, en garnison dans le Sahara espagnol. Il a été ministre des armées du 11 juin 1973 au 11 décembre 1975. Pendant son ministère, il a commandé une enquête militaire secrète et non officielle sur l'assassinat de Carrero Blanco, connue sous le nom d'"Opération Cantabria".
Veuf d'Esperanza Gómez López, il a eu six enfants et a épousé, en secondes noces, à Saint-Jacques-de-Compostelle le 3 janvier 1976, Mercedes de Picón y Agero, la marquise veuve de Seoane, alors qu'il était capitaine général de la 1re région militaire (Madrid). Il était également le frère du général de corps d'armée Julio Coloma Gallegos, premier général parachutiste d'Espagne, fondateur et organisateur de la brigade parachutiste, qui était capitaine général de la 2e région militaire. Entre 1976 et 1978, il est capitaine général de la 4e région militaire.

## Décorations
- Grand-croix de l'ordre royal militaire de Saint-Herménégilde (1965)[2]
- Grand-croix de l'ordre du Mérite militaire (1968)[3]
- Grand-croix du Mérite naval (1970)[4]
- Grand-croix de l'ordre royal et très distingué de Charles III (1975)[5]